# Glasgow Cup
Glasgow Cup var en fotbollsturnering för lag från Glasgow med omnejd. Den spelades mellan 1887 och 1988. Sista året spelades turneringen aldrig färdigt.
Tävlingen dominerades av Celtic FC och Rangers FC, (som vann den 29 respektive 44 gånger) andra lag som deltog var till exempel Clyde FC, Partick Thistle FC, Queens Park FC och Third Lanark FC.
Efter andra världskriget tappade tävlingen i status, huvudsakligen på grund av europeiska tävlingar som Europacupen och UEFA-cupen. De sista 20 åren spelades eller slutfördes inte tävlingen vid åtta tillfällen bland annat det sista året 1988. Det bristande intresset ledde till att turneringen lades ned och återuppstod som en ungdomsturnering för lag under 18 år.

## Finaler
- 1888 Cambuslang 3 Rangers 1
- 1889 Queen's Park 8 Partick Thistle 0
- 1890 Queen's Park 3 Celtic 2
- 1891 Celtic 4 Third Lanark 0
- 1892 Celtic 7 Clyde 1
- 1893 Rangers 3 Celtic 1
- 1894 Rangers 1 Cowlairs 0
- 1895 Celtic 2 Rangers 0
- 1896 Celtic 6 Queen's Park 3
- 1897 Rangers 2 Celtic 1 (efter omspel, 1-1 i första matchen)
- 1898 Rangers 4 Queen's Park 0
- 1899 Queen's Park 1 Rangers 0
- 1900 Rangers 1 Celtic 0  (efter omspel, 1-1 i första matchen)
- 1901 Rangers 3 Partick Thistle 1
- 1902 Rangers walkover, Celtic scratched (2-2 i första matchen)
- 1903 Third Lanark 3 Celtic 0
- 1904 Third Lanark 1 Celtic 0 (efter omspel, 1-1 i första matchen)
- 1905 Celtic 2 Rangers 1
- 1906 Celtic 3 Third Lanark 0
- 1907 Celtic 3 Third Lanark 2
- 1908 Celtic 2 Rangers 1 (efter två omspel 2-2, 0-0 i de första matcherna)
- 1909 Third Lanark 4 Celtic 0 (efter två omspel 1-1, 2-2 i de första matcherna)
- 1910 Celtic 1 Rangers 0
- 1911 Rangers 3 Celtic 1
- 1912 Rangers 1 Partick Thistle 0
- 1913 Rangers 3  Celtic 1
- 1914 Rangers 3  Third Lanark 0
- 1915 Clyde 1  Partick Thistle 0 (efter omspel, 1-1 i första matchen)
- 1916 Celtic 2  Rangers 1
- 1917 Celtic 3  Clyde 1
- 1918 Rangers 4  Partick Thistle 1
- 1919 Rangers 2  Celtic 0
- 1920 Celtic 1  Partick Thistle 0
- 1921 Celtic 1  Clyde 0
- 1922 Rangers 1  Celtic 0
- 1923 Rangers 1  Clyde 0 (efter omspel, 0-0 i första matchen)
- 1924 Rangers 3  Third Lanark 1
- 1925 Rangers 4  Celtic 1
- 1926 Clyde 2  Celtic 1
- 1927 Celtic 1  Rangers 0
- 1928 Celtic 2  Rangers 1
- 1929 Celtic 2  Queen's Park 0
- 1930 Rangers 4  Celtic 0 (efter omspel, 0-0 i första matchen)
- 1931 Celtic 2  Rangers 1
- 1932 Rangers 3  Queen's Park 0
- 1933 Rangers 1  Partick Thistle 0
- 1934 Rangers 2  Clyde 0
- 1935 Partick Thistle 1  Rangers 0
- 1936 Rangers 2  Celtic 0
- 1937 Rangers 6  Partick Thistle 1 (efter omspel, 2-2 i första matchen)
- 1938 Rangers 2  Third Lanark 1
- 1939 Celtic 3  Clyde 0
- 1940 Rangers 3  Queen's Park 1
- 1941 Celtic 1  Rangers 0
- 1942 Rangers 6  Clyde 0
- 1943 Rangers 5  Third Lanark 2
- 1944 Rangers 2  Clyde 0
- 1945 Rangers 3  Celtic 2
- 1946 Queen's Park 2  Clyde 0
- 1947 Clyde 2  Third Lanark 1
- 1948 Rangers 4  Third Lanark 1
- 1949 Celtic 3  Third Lanark 1
- 1950 Rangers 2  Clyde 1
- 1951 Partick Thistle 3  Celtic 2 (efter omspel, 1-1 i första matchen)
- 1952 Clyde 2 Celtic 1
- 1953 Partick Thistle 3 Rangers 1
- 1954 Rangers 3  Third Lanark 0
- 1955 Partick Thistle 2  Rangers 0
- 1956 Celtic 5 Rangers 3  (efter omspel, 1-1 i första matchen)
- 1957 Rangers 2 Clyde 0
- 1958 Rangers 4 Third Lanark 2 (efter omspel, 1-1 i första matchen)
- 1959 Clyde 1  Rangers 0  (efter omspel 0-0 i första matchen)
- 1960 Rangers 2 Partick Thistle 1
- 1961 Partick Thistle 2  Celtic 0
- 1962 Celtic 3  Third Lanark 2 (efter omspel, 1-1 i första matchen)
- 1963 Third Lanark 2  Celtic 1
- 1964 Celtic 2  Clyde 0
- 1965 Celtic 5  Queen's Park 0
- 1966 Slutfördes ej
- 1967 Celtic 4  Partick Thistle 0
- 1968 Celtic 8  Clyde 0
- 1969 Rangers 3  Partick Thistle 2
- 1970 Celtic 3  Rangers 1
- 1971 Rangers 2  Clyde 0
- 1972 “Ingen tävling”
- 1973 “Ingen tävling”
- 1974 “Ingen tävling”
- 1975  Rangers 2  Celtic 2 (Inget omspel, Rangers och Celtic delade titeln)
- 1976  Rangers 3  Celtic 1
- 1977 “Ingen tävling”
- 1978 Slutfördes ej
- 1979  Rangers 3  Celtic 1
- 1980  “Slutfördes ej (finalen mellan Rangers och Celtic spelades inte)
- 1981  Partick Thistle 1  Celtic 0
- 1982  Celtic 2  Rangers 1
- 1983  Rangers 1  Celtic 0
- 1984  “Ingen tävling”
- 1985  Rangers 5  Queen's Park 0
- 1986  Rangers 3  Celtic 2
- 1987  Rangers 1  Celtic 0
- 1988 “Slutfördes ej